# Talib Wise
Talib Wise (Chicago, 13 agosto 1982) è un ex giocatore di football americano e allenatore di football americano statunitense, che ha giocato come runningback.
Tra il 2005 e il 2016 ha giocato in numerose squadre tra Stati Uniti d'America, Germania, Austria, Russia e Cina e ha vestito la maglia della nazionale statunitense.
Ha avuto la prima esperienza da allenatore nel 2014 con la nazionale egiziana, per poi allenare club in Egitto, Turchia, Germania, Polonia e Svizzera, con un intermezzo come allenatore della nazionale spagnola.

## Palmarès

### Come giocatore
- 1 Mondiale (2015)
- 2 EFAF Eurobowl (Berlin Adler, 2010; Tirol Raiders, 2011)
- 1 BIG6 Eurobowl (Berlin Adler, 2014)
- 2 Austrian Bowl (Tirol Raiders, 2011, 2015)
- 2 Russkij Bowl (Moscow Black Storm, 2013; Moscow Patriots, 2016)

### Come allenatore
- 1 1. Lig (Koç Rams, 2017)